# Syro
Syro (произношение: sigh-ro; /saɪroʊ/) — шестой студийный альбом британского музыкального продюсера Ричарда Дэвида Джеймса под псевдонимом Aphex Twin, выпущенный 19 сентября 2014 года звукозаписывающей компанией Warp Records через 13 лет с момента последнего релиза студийного альбома Drukqs. Альбом получил положительные оценки музыкальных критиков, а также лидировал в танцевальных чартах США и Великобритании. Он был номинирован на премию Choice Music Prize и Mercury Music Prize и был удостоен премии «Грэмми» в категории «Лучший танцевальный/электронный альбом» в 2015 году.

## Предыстория
Знаешь, это действительно подтолкнуло меня к действиям. Я считаю, что это не слишком правильно быть холодным по отношению к своим фанатам. [...] Но это [аукцион] было действительно трогательно и очень мило. И я всё-таки старею. Это как: «Ладно. Люди там очень сильно хотят от меня чего-то, поэтому я не могу больше этого отрицать. Так что пора выкладывать новый материал.
В 1994 году Ричард Джеймс планировал выпустить виниловый студийный альбом под псевдонимом Caustic Window на своей собственной звукозаписывающей компанией Rephlex Records. В итоге его так и не выпустили и о нём никто не знал до 1999 года, когда Майк Парадинас дал редкое интервью фан-сайту Aphex Twin joyrex.com (уже не активному). В интервью Майк подробно описал все треки и сказал, что только 4 человека в то время, как было известно, имели печать альбома на виниле: Ричард Джеймс, Крис Джеффс, Грант Вилсон-Клэридж (соучредитель лейбла Rephlex Records) и сам Майк (тем не менее, один из бывших сотрудников Rephlex и Warp пояснил изданию Fact, что печатей на самом деле больше). Каждый из них обещал Ричарду никогда не передавать кому-либо или продавать альбом, и за 20 лет ни один из треков не бы выпущен коммерчески (за исключением двух, которые вошли в различные сборники). В 2014 году таинственный продавец выставил этот альбом на музыкальном сайте Discogs за 13 500 долларов США (8 050 фунтов стерлингов). Члены интернет-форума We Are The Music Makers и администратор Joyrex обсудили с продавцом возможность его купить. Главная проблема была лишь в том, что купив альбом покупатель (даже группа покупателей) не имел права распространять музыку, потому что все треки официально принадлежали лейблу. Тогда одному из членов форума Джеймсу Томасу пришла идея собрать средства для покупки прав на альбом для всех тех, кто внесёт при этом определённую сумму. Спустя некоторое время благодаря переговорам такая сделка была заключена — лейбл и сам Ричард Джеймс согласились передать права на него и члены форума запустили краудфандинговую кампанию на Kickstarter. Ричард договорился с продавцом снизить цену до 5000 фунтов стерлингов (примерно 8368.54 долларов США) и снять с продажи с Discogs пока кампания будет активна. Как только кампания собрала бы нужную сумму, винил отправлялся администратору форума, тот договаривался с кем-то для высококачественной оцифровки треков и после сам винил выставляли на аукцион. Кампания собрала более 67 424 долларов (41 000 фунтов стерлингов) из 4 124 пожертвований, а выручка была разделена между Джеймсом, Rephlex и благотворительной организацией «Врачи без границ». Каждый из 600 (изначально 500) человек, внёсший 16.73 долларов США (немногим меньше 10,00 фунтов стерлингов или около 11,20 евро) получал треки в цифровом формате и имел законные права и лицензию на альбом. Вскоре весь альбом выложили на YouTube для всех тех, кто ждал того чтобы послушать его бесплатно. Через некоторое время уже сам винил выставили на аукцион на сайте eBay за 46,300 долларов США. Покупателем оказался Маркус Перссон — создатель Minecraft. По словам Ричарда эти события стали решающими для релиза альбома после 13 лет затишья со времён Drukqs.

## Запись

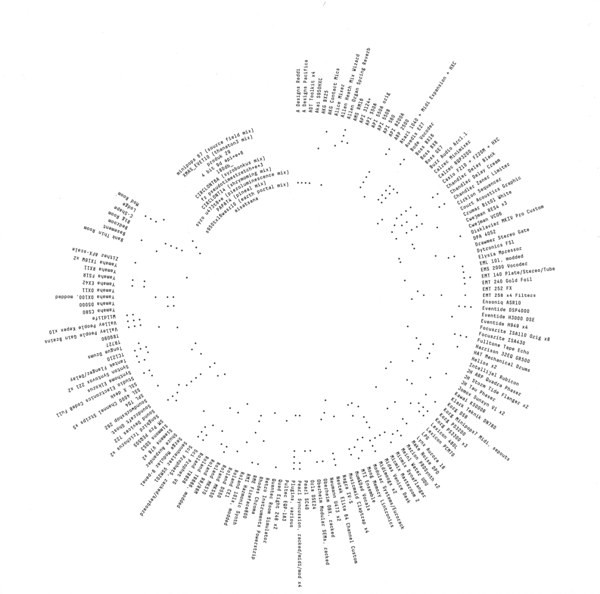
Обложка релиза, на которой изображён список всех 138 аудио инструментов, использованных при написании альбома

Альбом был записан в шести разных студиях, включая студию Джеймса в Шотландии, которую он строил три года и которая была завершена в 2006 году. Однажды звукорежиссёр провёл с Джеймсом три месяца, помогая ему соединять коммутационные панели практически каждый день, прежде чем он понял, что всё было сделано неправильно и пришлось начать заново. Описывая общий процесс сборки как «неприятный», Джеймс назвал технические проблемы в студии причиной для написания новой музыки. По его словам, это событие он отметил как начало новой главы в его творчестве. При написании материала к альбому Джеймс использовал огромное количество оборудования, настолько огромное, что Джеймс не смог вспомнить что он конкретно использовал в том или ином треке. В лимитированной версии альбома он привёл полный список всего оборудования. Перестановка оборудования позволила ему изучить больше возможностей написания материала. Во время сессий записи Syro он часто скучал и менял всё местами.

## Список композиций
Все композиции написаны и спродюсированы Ричардом Джеймсом.
| №                   | Название                                | Длительность |
| ------------------- | --------------------------------------- | ------------ |
| 1.                  | «Minipops 67 (Source Field Mix)»        | 4:47         |
| 2.                  | «Xmas_Evet10 (Thanaton3 Mix)»           | 10:31        |
| 3.                  | «Produk 29»                             | 5:03         |
| 4.                  | «4 Bit 9d Api+e+6»                      | 4:28         |
| 5.                  | «180db_»                                | 3:11         |
| 6.                  | «Circlont6a (Syrobonkus Mix)»           | 6:00         |
| 7.                  | «Fz Pseudotimestretch+e+3»              | 0:58         |
| 8.                  | «Circlont14 (Shrymoming Mix)»           | 7:21         |
| 9.                  | «Syro U473t8+e (Piezoluminescence Mix)» | 6:32         |
| 10.                 | «Papat4 (Pineal Mix)»                   | 4:18         |
| 11.                 | «S950tx16wasr10 (Earth Portal Mix)»     | 6:01         |
| 12.                 | «Aisatsana»                             | 5:21         |
| Общая длительность: | Общая длительность:                     | 64:31        |

| №   | Название | Длительность |
| --- | -------- | ------------ |
| 13. | «end E2» | 5:19         |

| №   | Название                  | Длительность |
| --- | ------------------------- | ------------ |
| 13. | «MARCHROMT30A edit 2b 96» | 7:19         |

## Участники записи
Aphex Twin
- Ричард Джеймс — фортепиано, синтезаторы, клавишные, ударные, продюсирование.

Технический персонал
- Бо Томас (только «Minipops 67 (Source Field Mix)»), Мэнди Парнелл (весь остальной альбом) — мастеринг.

Дизайнерский персонал
- Анастасия Рыбина, The Designers Republic — дизайн, обложка.

## Награды и номинации
Syro был удостоен премии «Грэмми» в категории Лучший танцевальный/электронный альбом 2014 года в феврале 2015 года на 57-й ежегодной церемонии вручения наград «Грэмми» соревнуясь с Deadmau5, Little Dragon, Röyksopp, Robyn и Mat Zo, был включен AllMusic в категорию AllMusic Best of 2014, в категорию Favorite Electronic Albums в 2014 году и получил множество других наград и признаний.
| Год  | Награды                          | Категория                              | Работа                           | Результат |
| ---- | -------------------------------- | -------------------------------------- | -------------------------------- | --------- |
| 2015 | Грэмми                           | Лучший танцевальный/электронный альбом | Syro                             | Победа    |
| 2015 | International Dance Music Awards | Best Full Length Studio Recording      | Syro                             | Номинация |
| 2015 | IMPALA Awards                    | Album of the Year                      | Syro                             | Номинация |
| 2015 | Mercury Prize                    | Album of the Year                      | Syro                             | Номинация |
| 2015 | A2IM Libera Awards               | Album of the Year                      | Syro                             | Номинация |
| 2015 | A2IM Libera Awards               | Creative Packaging Award               | Syro                             | Победа    |
| 2015 | A2IM Libera Awards               | Marketing Genius                       | Кампания по выпуску альбома Syro | Номинация |

## Позиции в чартах
| Чарт (2014)                          | Высшая позиция |
| ------------------------------------ | -------------- |
| Australian Albums Chart              | 21             |
| Austrian Albums Chart                | 21             |
| Belgian Albums Chart (Flanders)      | 7              |
| Belgian Albums Chart (Wallonia)      | 15             |
| Danish Albums Chart                  | 23             |
| Dutch Albums Chart                   | 19             |
| Finnish Albums Chart                 | 42             |
| French Albums Chart                  | 53             |
| German Albums Chart                  | 26             |
| Irish Albums Chart                   | 7              |
| Irish Independent Albums Chart       | 2              |
| Italian Albums Chart                 | 44             |
| Japanese Albums Chart                | 8              |
| New Zealand Albums Chart             | 24             |
| Norwegian Albums Chart               | 37             |
| Russian Albums Chart                 | 10             |
| Scottish Albums Chart                | 7              |
| Swiss Albums Chart                   | 15             |
| UK Albums Chart                      | 8              |
| UK Dance Albums Chart                | 1              |
| UK Independent Albums Chart          | 2              |
| UK Record Store Albums Chart         | 1              |
| US Billboard 200                     | 11             |
| US Billboard Dance/Electronic Albums | 1              |
| US Billboard Independent Albums      | 2              |
| US Billboard Tastemaker Albums       | 1              |

| Чарт (2014)                          | Позиция |
| ------------------------------------ | ------- |
| Belgian Albums Chart (Flanders)      | 152     |
| US Billboard Dance/Electronic Albums | 13      |